# 권성선생영정
권성선생영정(權惺先生影幀)은 대한민국 충청남도 서천군 기산면 화산리에 있는 조선시대의 권성 선생의 초상화이다. 1993년 11월 12일 충청남도의 문화재자료 제325호로 지정되었다.

## 같이 보기
- 권성

## 참고 문헌
- 권성선생영정 - 국가유산청 국가유산포털